# FXXK IT
「FXXK IT」（ファックイット、エフエックスエックスケーイット（朝鮮語: 에라 모르겠다））は、BIGBANGの楽曲。
韓国では、2016年12月12日発売の韓国3rdフルアルバム「MADE -KR EDITION-」に「LAST DANCE」とともにダブルタイトル曲として初収録された。
日本では2017年2月15日発売の日本5th完全版フルアルバム「MADE」に収録された。
日本での表記は「FXXK IT -KR Ver.-」となっている。また韓国では「FXXK IT」とともに「エラモルゲッタ（에라 모르겠다）」の表記も使用される。

## 発表までの経緯
今週1位になったのは『MADE』の日本バージョンだが、2カ月遅れの日本盤であるのに初週で10.1万枚セールスを記録した。

## 評価・反応
タイトルが欧米圏での卑俗なスラングである「FXXK IT＝Fuck」であり、歌詞にも多くの卑俗語および低俗な表現などがあると問題になり、KBS韓国放送公社から放送非適格判定を受けた。それによって同局の歌謡番組にて本曲が披露出来ないこととなった。

### ミュージックビデオ
本曲はミュージックビデオが製作されている。ミュージックビデオは2016年12月12日よりYouTubeにアップされている。2017年7月2日、所属事務所のYGエンターテインメントはYouTubeにアップされた本曲のミュージックビデオの再生回数が僅か半年で1億回を突破したことを明らかにした。
これによりBIGBANGは「FANTASTIC BABY」、「BANG BANG BANG」、「LOSER」、「BAD BOY」、「Let's not fall in love」、「BLUE」と、グループ内ユニット「GD X TAEYANG」によるデュエット曲「GOOD BOY」、G-DRAGONのソロ曲「ピタカゲ」を合わせると再生回数1億回を突破したミュージックビデオは9曲となった。これは韓国歌手史上初の記録となった。

## 収録アルバム
| 曲名              | 収録アルバム      | 備考                                   |
| ----------------- | ----------------- | -------------------------------------- |
| FXXK IT -KR Ver.- | MADE              | BIGBANGの日本5thフルアルバム（完全版） |
| FXXK IT -KR Ver.- | MADE -KR EDITION- | BIGBANGの韓国3rdフルアルバム           |